# Emily Ryerson
Emily Maria Borie Ryerson (10 de agosto de 1863 – 28 de dezembro de 1939), foi uma passageira americana da Primeira Classe que sobreviveu ao naufrágio do RMS Titanic em 15 de abril de 1912.

## Vida pregressa
Emily se casou com Arthur Larned Ryerson em 31 de janeiro de 1889 e tiveram cinco filhos: Susan "Suzette" Parker Ryerson (3 de agosto de 1890), Arthur Larned Ryerson, Jr. (1891-1912), Emily Borie Ryerson (8 de outubro de 1893), Ellen Ashfordbye Ryerson (1895-1973) e John Borie "Jack" Ryerson (16 de dezembro de 1898 - 21 de janeiro de 1986).

## RMSTitanic
Ryerson, seu esposo Arthur e três de seus filhos: Suzette, Emily e John, embarcaram no  itanic como passageiros da Primeira Classe em  Cherbourg-Octeville, França, após saberem da morte de seu filho Jr., estudante universitário na Universidade Yale, que tinha morrido em um acidente de carro nos Estados Unidos. Com a família estavam a criada, Victorine Chaudanson e a governanta de John, Grace Scott Bowen.
Na tarde de 14 de abril de 1912, a passageira Marian Longstreth Thayer convidou Ryerson para um passeio. Foi a primeira vez que ela foi ao Convés em público. Após quase uma hora, sentaram nas cadeiras do lado de fora da Grande Escadaria do Convés 'A' para assistir ao pôr do Sol. O presidente da White Star Line, J. Bruce Ismay, se juntou a elas e as contou sobre avisos de gelo vindos do RMS Baltic.
Ryerson acordou quando o Titanic atingiu um iceberg às 23:40 de 14 de abril de 1912. Ela acordou seu marido, filhos, a governanta e a criada.
"A porta [da criada] estava trancada e tive alguma dificuldade em acordá-la. Neste momento meu marido estava vestido e pudemos ouvir o barulho de pés passando no convés da frente. Ele era bastante calmo e alegre e me ajudou a colocar o colete salva-vidas nas crianças e na minha criada. Eu estava paralisada de medo de todos não estarem no convés ao mesmo tempo, pois havia sete de nós. Não deixaria minha minha filha mais nova [Emily] se vestir, mas ela só colocou um casaco de pele, assim como eu fiz sobre sua camisola."
Ryerson e sua família foram para o Convés 'A' e ficaram lá por "quase meia hora". Ryerson, suas duas filhas, criada e a governanta de John entraram no  Bote salva-vidas 4. John inicialmente não foi permitido entrar no bote; entretanto, Arthur deu um passo a frente e disse: "É claro que esse garoto vai com a mãe dele. Ele tem apenas 13 anos."
Enquanto no bote, Ryerson testemunhou o navio se partir em dois. Eles foram resgatados pelo RMS Carpathia por volta de 8 horas do dia 15. Ryerson, seus três filhos, criada e governanta sobreviveram, mas seu marido pereceu no desastre. Seu corpo, se recuperado, nunca foi identificado.

## Morte
Em dezembro de 1939 viajando pelo Havaí, Ryerson caiu e quebrou o quadril mas insistiu em continuar a viagem. No Uruguai sofreu um ataque cardíaco e morreu em 28 de dezembro de 1939. Ela foi enterrada no Lakewood Cemetery em Cooperstown, Nova Iorque.